# 나카무라 아츠오
나카무라 아츠오(中村敦夫, 1940년 2월 18일 ~ )는 일본의 배우, 정치인, 뉴스 캐스터, 작가, 각본가, 영화배우, 텔레비전 배우이다.

## 출연 작품

### 방송
- 사장실의 겨울 -거대 신문사를 잡는 남자-
- 오판
- 마레
- 프라이스리스 ~있을리 없잖아, 그런거!~
- 리갈 하이 1

### 영화
- 오판 (2015년)
- 마레 (2015년)
- 프라이스리스 ∼있을리 없잖아, 그런거!∼ (2012년)
- 런웨이☆비트 (2011년)
- 진 2 (2011년) - 신몬타츠 고타로 역
- 불모지대 (2009년)
- 진 (2009년)
- 발라드 - 이름없는 사랑노래 (2009년) - 요시츠나 역
- 체인지 (2008년)
- 소년 메리켄사쿠 (2008년) - TV쇼 MC 역
- 후미코의 바다 (2007년)
- 이누가미가의 일족 (2006년)
- 신선조 (2000년)
- 파선의 마리스 (2000년)
- 올빼미의 성 (1999년)
- 돌아온 기카라시 문지로 (1993년)
- 천국의 역 (1984년)
- 챌린지 (1982년)
- 명예로운 전장 (1982년)
- 유령 저택의 공포 피를 빠는 인형 (1970년)